# پولیبیوس (بازی ویدئویی)

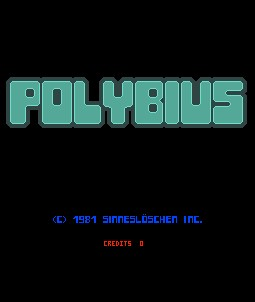
نمایه ادعایی از صفحه آغاز بازی

پولیبیوس افسانه‌ای دروغین درباره یک بازی ویدئویی آرکید است که نخستین‌بار در ۶ فوریه ۲۰۰۰ یک فرد آلمانی به نام Kurt Kollar در وبگاه خود به نام coinop.org از این بازی نام بُرد تا توجه کابران بازی‌های ویدئویی را به وبگاه خود جلب کند.

## ریشه نام
نام پولیبیوس (به انگلیسی: Polybius) از ترکیب دو نام Poly (به معنی "چند" یا "Multi") و Bius (به معنی "زندگی") پدید آمده است. در جهان واقعی، پولیبیوس نام یک تاریخ‌نویس اهل مگالوپلیس آرکادیا در شبه‌جزیره پلوپونز در یونان باستان بود.

## شایعه‌ها
بنا به ادعای وبگاه این بازی در سال ۱۹۸۱ ارائه شد و باعث مشکلاتی مانند جنون و دیوانگی، افسردگی و فشار عصبی زیاد، کابوس‌های شبانه و حتی خودکشی کاربران شد. بنابراین پس از زمان کوتاهی این بازی به طرز عجیبی از بازار ناپدید شد و هیج ردپایی از آن نیز بر جای نماند.
بر پایه شایعه‌ها این بازی در سال ۱۹۸۱ در شهر پرتلند ایالت اورگن عرضه شد. زیرا در آن هنگام این شهر، محل آزمایش بازی‌های ویدئویی تازه ساخته شده بود تا در صورت استقبال کاربران، به صورت انبوه در دیگر جاهای آمریکا نیز عرضه شود. این بازی طرفداران سرسختی را به خود جذب کرد تا جایی که از اعتیاد افراد به این بازی سخن به میان آمده است و حتی در صف‌هایی که در کنار جعبه‌ای بازی تشکیل می‌شد شماری برای سریع‌تر بازی کردن به جنجال و دعوای فیزیکی می‌پرداختند.
همچنین گفته می‌شد این بازی، یک پروژه دولت آمریکا برای بررسی تاثیرات روانی بر مغز کاربران بازی‌های ویدیویی و به‌ویژه کودکان بوده است.